# Olga y los Ministriles
Olga y los Ministriles es un grupo musical aragonés de folk creado en 2009. Olga Orús y Salvador Cored son los líderes de la banda, que hasta el momento ha publicado seis  discos.

## Historia
El grupo nació en 2009 en Huesca de la mano de Olga Orús y Salvador Cored, dos músicos provenientes del grupo Hato de Foces, con el que realizaron más de 1.000 actuaciones por España, Francia, Italia, Irlanda, Bélgica, Malta, Mónaco, Turquía y México, y grabaron 13 discos propios editados y otros tantos de colaboraciones con otros artistas.
Olga y los Ministriles se crea con la intención de mostrar una visión más personal de la música popular aragonesa, donde se mezclan los instrumentos más autóctonos y ancestrales que se tocan en los dances pirenaicos, con la voz de Olga Orús. Sus temas, de composición propia y del folklore aragonés, reflejan el compromiso que tienen con la difusión de la música popular de Aragón.
El grupo se presentó por primera vez ante el público en el Festival Internacional del Castillo de Aínsa en el año 2009, y desde entonces ha estado presentes en infinidad de festivales y celebraciones populares Un año después, la banda publicó su primer álbum, Zimbrea, en el que la voz de Olga Orús se une a los tradicionales chiflo y el salterio, gaita de boto o dulzaina, junto a instrumentos más propios de la música de cámara, como el violonchelo y la flauta travesera, además del acordeón y la guitarra acústica.
En 2012 sale a la venta su segundo disco, ‘Mai’, compuesto por doce canciones (seis basadas en el folclore aragonés y otros seis de nueva creación) en las que contaron con la colaboración de grandes intérpretes de la música aragonesa, como Joaquín Pardinilla, Antonio Gil, Fran Gazol, Juan Luis Royo, Ángel Orós, Jesús Acero y el gran percusionista cubano Ricardo Fernández.
El siguiente disco de Olga y los Ministriles, ‘Es a veces amar’, sale a la venta en 2014 y supone un tributo a 11 poetas aragoneses, a los que el grupo puso música junto a Gabriel Sopeña. Los literatos homenajeados fueron Angel Guinda, Antonio Pérez Morte, Magdalena Lasala, José Martí, Adolfo Burriel, Antón Castro, Octavio Gómez Milián, José Ignacio Ciordia, Emilio Pedro Gómez, Mauricio Aznar y el propio Gabriel Sopeña
El cancionero de Juan José de Mur centró el quinto disco de la banda, ‘Homenajje’, en el que colaboraron Kepa Junkera, Eliseo Parra, Mariano Pascual, Antonio Viñuales, la Ronda de Boltaña, Sergio Iguacel, Miguel Ángel Fraile, Ángel Vergara, Mikelo Correia y Silvia Cored.
Hasta la fecha, el último disco de Olga y los Ministriles es Flamas: Las millors canzions en aragonés (2020), en el que recogen trece de las mejores canciones aragonesas de la historia. Biella Nuei,  Luis Miguel Bajén, b vocal, exmiembros de Hato de Foces, gente de Ixo Rai, La Orquestina del Fabirol, La Ronda de Boltaña, Los Gaiteros de Graus, Mario Garcés, Os Chotos y la veterana música Pilar Garzón formaron parte de este proyecto.

## Componentes
- Olga Orús (voz).
- Salvador Cored (gaita de boto aragonesa, flautas traveseras de madera y metal, chiflo, salterio, mandolina, guitarras, etcétera).
- Josu Ubierna (acordeón).
- Antonio Orús (Guitarra acústica y bouzuki).
- Sergio Rodrigo (bajo acústico).
- Jesús Prades (percusiones).
- Jairo Périz y Virginia Costea (bailarines).

## Discografía
- Zimbrea (2009)
- Mai (2011)
- Es a veces amar (2014)
- Quiero creer (2016)
- Homenajje (2018)
- Flamas: Las millors canzions en aragones (2020)